# أصلة هندية
الأصلة الهندية (الاسم العلمي: Python molurus) هو نوع كبير من الأصلات يستوطن المناطق الاستوائية وشبه الاستوائية في شبه القارة الهندية وجنوب شرق آسيا. على الرغم من أنها أصغر من قريبته الأصلة البورمية، إلا أنها لا تزال من بين أكبر الثعابين في العالم. عادة ما تكون لونها أفتح من الأصلة البورمية وتصل عادة إلى 3 أمتار. مثل كل الأصلات، فهي غير سامة.